# جودي كورنويل
جودي كورنويل (بالإنجليزية: Judy Cornwell)‏ هي كاتِبة وروائية وكاتبة سير ذاتية ومؤلفة وممثلة بريطانية، ولدت في 22 فبراير 1940 بهامرسميث في المملكة المتحدة.

## أعمال

### أفلام
- (1999) مريم - والدة يسوع

## وصلات خارجية
- جودي كورنويل على موقع IMDb (الإنجليزية)
- جودي كورنويل على موقع ألو سيني (الفرنسية)
- جودي كورنويل على موقع ميوزك برينز (الإنجليزية)
- جودي كورنويل على موقع أول موفي (الإنجليزية)
- جودي كورنويل على موقع قاعدة بيانات الأفلام السويدية (السويدية)
- جودي كورنويل على موقع قاعدة بيانات الفيلم (الإنجليزية)
- جودي كورنويل على موقع كينوبويسك (الروسية)